# Verwaltungsgemeinschaft Mistelgau
In der Verwaltungsgemeinschaft Mistelgau im oberfränkischen Landkreis Bayreuth haben sich folgende Gemeinden zur Erledigung ihrer Verwaltungsgeschäfte zusammengeschlossen:
1. Glashütten, 1362 Einwohner, 3,53 km²
2. Mistelgau, 3946 Einwohner, 42,51 km²

Der Sitz der Verwaltungsgemeinschaft ist in Mistelgau, Vorsitzender ist der Mistelgauer Bürgermeister Karl Lappe.